# Riesigk

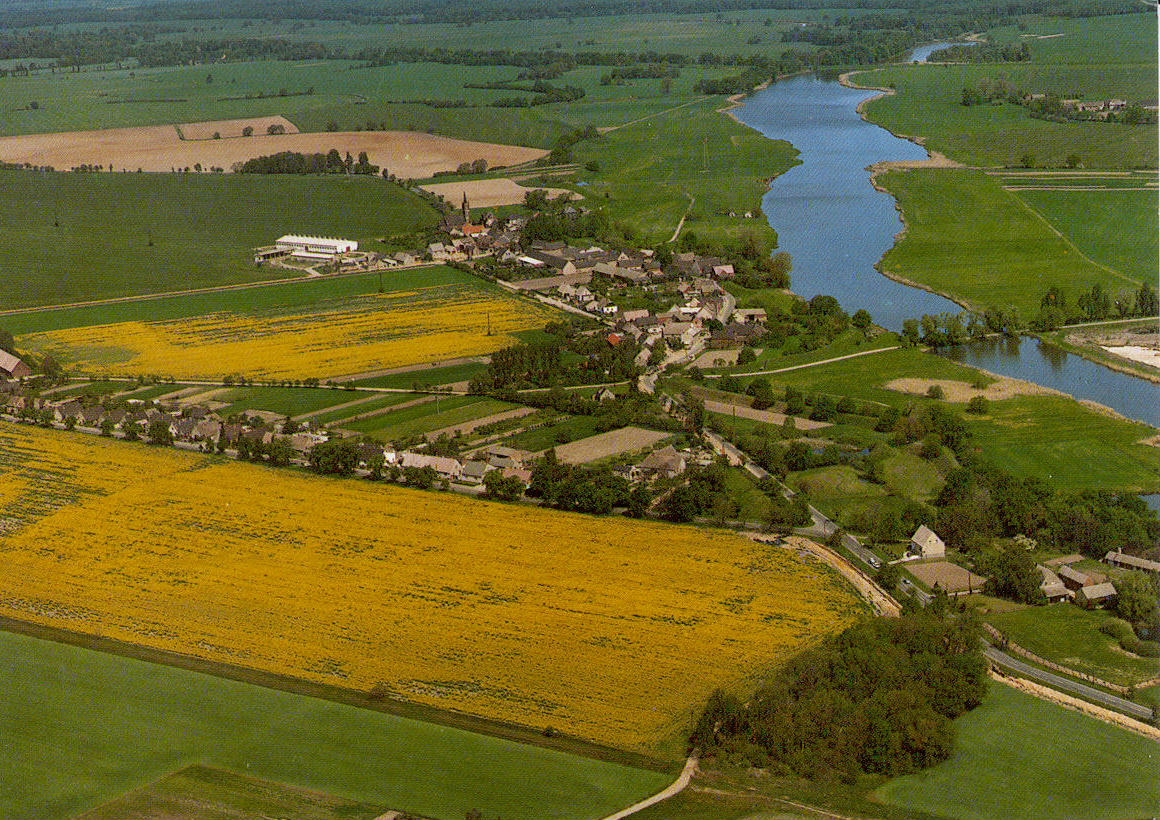
Luftbild Riesigk

Riesigk ist ein Ortsteil der Stadt Oranienbaum-Wörlitz im Landkreis Wittenberg in Sachsen-Anhalt.

## Geografie

### Geografische Lage
Riesigk liegt rund vier Kilometer südlich des Elbe-Ufers überwiegend im Biosphärenreservat Mittelelbe zwischen Dessau-Roßlau und Wittenberg. Nur drei Kilometer westlich von Riesigk entfernt befindet sich der Wörlitzer Park inmitten des Dessau-Wörlitzer Gartenreiches.
Die Landvermessung erfolgte mit Hilfe eines trigonometrischen Punktes auf dem Kirchturm. Dieser befand sich auf der Brüstung der Aussichtsplattform in rund 30 m Höhe und wurde bei den Restaurierungsarbeiten entfernt. Oberhalb der Fundamentbasis des Kirchturmes, zur Straße hin, befindet sich ein Turmbolzen.
Der Ortskern von Riesigk an der Kreisstraße K2042 erstreckt sich entlang des südlichen Ufers des Schönitzer Sees. Südlich davon erstreckt sich Rotehof an der nördlichen Seite der Landesstraße L131. Die südliche Seite ist unbebaut. Schönitz (mit nur sechs Häusern) liegt etwa zwei Kilometer nördlich von Riesigk und nördlich des Schönitzer Sees.

### Ortsteile
Es existieren die drei Ortsteile Riesigk, Schönitz und Rotehof.

### Geologie
Das Gebiet um Riesigk ist flach und wird von zahlreichen Altwassern der Elbe sowie Gräben und Bächen durchzogen. Reste von Sanddünen aus der letzten Eiszeit sind die einzigen (nur etwas mehr als zwei Meter hohen) Erhebungen. Größtes Altwasser ist der mehrere Kilometer lange Schönitzer See, unmittelbar hinter dem alten Hochwasserdeich in Riesigk gelegen. Der See wird durch die Seedammbrücke (Damm mit Brücke für die Straße nach Schönitz) und den Neuen Wall (Hochwasserdeich vom Taubenhaus bis Rehsen) mehrfach zerteilt.
Die Gemarkung Riesigk liegt in der Flussaue der Elbe. Die Böden sind holozänen Ursprungs. Es sind fast alle Arten von Böden anzutreffen: von leichten Sandböden bis zu schweren Lehmböden. Die Bodenwertzahlen der Böden liegen deshalb auch in einem weiten Bereich von etwa 20 bis 85.
Der Grundwasserstand ist sehr hoch und hängt auch stark vom Rückstau der Elbe in den Schönitzer See ab und liegt z. T. nur einen Meter unter der Erdoberfläche. Bei länger anhaltendem Hochwasser der Elbe oder nach starken Regenfällen kann man deshalb die historischen Verläufe (Mäander) der Elbe auf den dann überfluteten Feldern und Wiesen gut erkennen. Die Grundwasserfließrichtung verläuft von Süd-Ost nach Nord-West.

### Bodenschätze
In Teilen des Gemarkung kommen Flusssande und -kiese als Ablagerungen aus dem ehemaligen Elbtal vor.
Braunkohlevorkommen wurden bei Prospektierungsarbeiten in den 1970er-Jahren unter dem gesamten Gemeindegebiet festgestellt (Fortsetzung des in Bergwitz schon abgebauten Flözes nach Westen). Die Mächtigkeit ist mit 0,5–1,5 m bei etwa 30 m Abraum allerdings eher gering.

### Naturereignisse
Entsprechend der geografischen Lage hat Riesigk von jeher mit Hochwassern der Elbe zu kämpfen. Bauten zum Schutz vor den Hochwassern sind deshalb schon über Jahrhunderte erfolgt.
Eines der bislang verheerendsten Hochwasser erreichte Riesigk im August 2002. Schönitz wurde über mehrere Wochen überflutet.

### Klima
Der Regenschatten des Harzes bewirkt im Gebiet eine leicht verminderte Niederschlagsmenge von etwa 550 mm Niederschlag im Jahr. Die regenreichsten Monate sind Juni und August mit je etwa 60 mm Niederschlag. In den Wintern gibt es sehr selten Schnee. Die mittlere Jahrestemperatur liegt bei etwa 9 °C. Der wärmste Monat ist der Juli. Die mittlere Temperatur in diesem Monat beträgt etwa 18 °C.

### Hausnummern
Die Vergabe der ersten Hausnummern in Riesigk erfolgte um 1800 von der Mitte des Dorfes beginnend im Uhrzeigersinn von 1 bis 28. Die nächsten Häuser bekamen dann eine Hausnummer in der Reihenfolge ihrer Errichtung. Das erste Haus bekam dann erst 1904 eine Hausnummer mit Zusatzbuchstaben. Diese Art der Nummerierung wurde bis 2011 beibehalten. Die Kirche besaß keine Hausnummer.
In Rotehof wurden die Häuser der Landarbeiter von 1 bis 17 nummeriert. Die Häuser des Gutshofes und die Häuser 20 (ehemaliger Gasthof Rotes Haus), sowie 24 und 25 (vorher Riesigk 30 und 29) bekamen erst nach 1950 ihre jetzige Hausnummer.
Für Schönitz wurden die Hausnummern 1–8 vergeben. Die Nummerierung erfolgte nach der Neueingliederung 2011 in die Stadt Oranienbaum-Wörlitz neu.

## Natur
Der größte Teil der Gemarkung Riesigk besteht aus landwirtschaftlichen Nutzflächen. Wald ist im unmittelbaren Gemeindegebiet fast nicht vorhanden, es schließen sich jedoch im Norden große zusammenhängende Auwaldgebiete und Wiesenflächen bis zur Elbe hin an, während sich im Osten schon die ersten Ausläufer der Dübener Heide zeigen.

### Fauna
Als größere Wildtiere sind Rehe und Wildschweine vertreten. Biber sind in diesem Gebiet schon seit langer Zeit heimisch. An und auf den Seen und Teichen gibt es zahlreiche Arten Wasservögel. Der Fischbestand wurde während des Hochwassers 2002 stark dezimiert und durch den Neubesatz mit verschiedenen Fischarten wieder erneuert.

### Flora
Die Wassernuss wurde im Schönitzer See wieder angesiedelt.

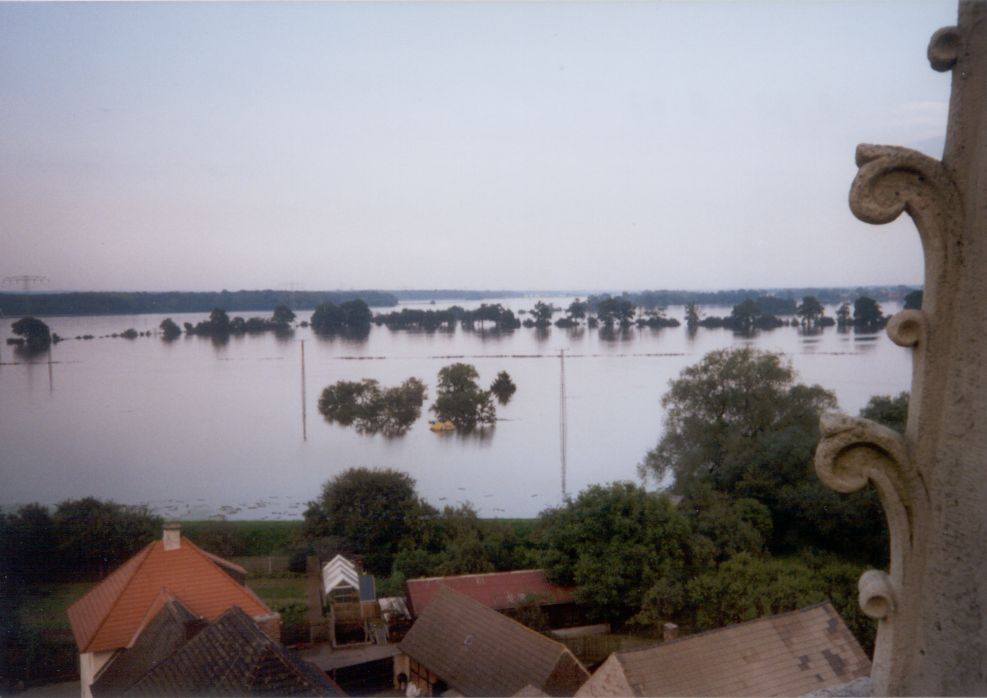
Riesigk Hochwasser 2002 – Blick vom Kirchturm nach Norden

## Geschichte
Vor der Besiedlung durch den Menschen entstand in den letzten Jahrtausenden nach der Eiszeit durch die Herausbildung der Elbeniederung zwischen Fläming und Dübener Heide in diesem Landschaftsraum ein weites Sumpfgebiet mit dichten Buchenwäldern, Wasserlachen, Morästen und Elbarmen.
Durch den Menschen wurden diese Gebiete der Elbniederung durch Deichbauten, der Anlage von Gräben, durch Ausholzen und dem Zurückdrängen des Waldes zur jetzigen Kulturlandschaft erschlossen.

### Riesigk
Riswig ist der erste urkundlich festgehaltene Name für die Gemeinde. Der Ort existierte offenbar schon vor der slawischen Besiedlung des Gebietes. Der Name setzte sich aus den althochdeutschen Worten ris = Sumpf, feuchte Stelle im Wald und wi(c)h = Dorf zusammen.
Wahrscheinlich schon vor dem 10. Jahrhundert existierten hier slawische Siedlungen. Um 1200 gab es die erste urkundliche Erwähnung von Alt- und Neu-Riswig. Riesigk wurde 1337 der Pfarrei Wörlitz geschenkt. Das Gebiet ging 1603 an das Fürstentum Anhalt-Dessau über. 1735 wurden umfangreiche Deichbauten vorgenommen, da die Gemeinde im Überschwemmungsgebiet der Elbe liegt. Die erste Kirche aus Holz wurde 1745 errichtet, jedoch wenige Jahre später wegen Baufälligkeit wieder abgerissen. Die Glocke wurde lt. Inschrift in der Werkstatt von Meister Martin Heintze in Leipzig gegossen. Von Georg Christoph Hesekiel (1732–1818) wurde in den Jahren 1797 bis 1800 eine neue Kirche im Baustil der Neugotik unmittelbar am Ortseingang Richtung Wörlitz errichtet. Die Glocke der Vorgänger-Kirche wird wiederverwendet. An speziellen Feierabendziegeln mit einprägten Jahresangaben kann man den Baufortschritt erkennen.
Der Ortseingang ist von der unmittelbar an der Straße liegenden, 1800 eingeweihten, neugotischen Kirche geprägt. In der Kirche befindet sich eine Gruft, in der die Gebeine von Agnes von Loën ruhen, der Schwester des Fürsten Leopold III. Friedrich Franz von Anhalt-Dessau (1740–1817). Der Kirchgarten ist als Streuobstwiese angelegt, denn es galt auch hier: „Das Schöne mit dem Nützlichen verbinden“.
Nach Norden hin wird der Ort vom alten Hochwasserdeich begrenzt, der den Ort vor den Hochwassern der Elbe schützte. Die ursprüngliche Deichlinie hat sich durch viele Deichdurchbrüche in den vergangenen Jahrhunderten verändert. Eine Kette von Teichen (Grasloch, Schmidt’s Teich, der ehemalige Dorfteich, Nickel’s Teich, Spanier Kolk, Teich an der Walldurchfahrt) entstand an den ausgespülten Stellen. Die Deiche wurden dann um diese Teiche herumgeführt. Unmittelbar hinter dem Hochwasserdeich befindet sich mit dem „Schönitzer See“ ein mehrere Kilometer langer ehemaliger Elbarm (Naturschutzgebiet).
Der Friedhof der Gemeinde befindet sich weit außerhalb des Ortes auf einer Sanddüne aus der letzten Eiszeit, sicher vor den Hochwassern der Elbe, die das ganze Gebiet in historischer Zeit bis Oranienbaum überfluteten. Teile der Sanddüne wurden schon vor langer Zeit als Bausand abgebaut, so dass sich jetzt neben dem erhöht liegenden Friedhof eine Absenkung befindet.
In den beiden Weltkriegen wurde Riesigk nicht direkt betroffen. Das Denkmal für die Gefallenen unter der Friedenseiche von 1871 am ehemaligen Dorfteich zeigt jedoch, dass im Ersten Weltkrieg 10 Soldaten und im Zweiten Weltkrieg 23 Soldaten nicht wieder heimgekehrt sind. Nach dem Ende des Zweiten Weltkrieges stand Riesigk zuerst unter amerikanischer Besetzung. Im Juli 1945 lösten die russischen Truppen dann die amerikanischen ab. 
Am 20. Juli 1950 wurde die bis dahin eigenständige Gemeinde Schönitz nach Riesigk eingemeindet.
Die Gemeinde wurde 1952 dem neu gebildeten Kreis Gräfenhainichen im Bezirk Halle zugeordnet. Zuvor war sie Teil des Landkreis Köthen. 1994 wurde sie Teil des Landkreis Anhalt-Zerbst. Am 1. Juli 2007 wurde die Gemeinde Riesigk aufgrund einer Kreisgebietsreform vom ehemaligen Landkreis Anhalt-Zerbst in den Landkreis Wittenberg eingegliedert. 3 Jahre später, am 1. Januar 2011, wurde die Gemeinde Riesigk zu einem Teil der neu gebildeten Stadt Oranienbaum-Wörlitz.

### Schönitz und Rotehof
Czeynitz, ursprünglicher Name von Schönitz, ist wie die meisten Ortsnamen der Umgebung slawischer Herkunft.

## Religionen

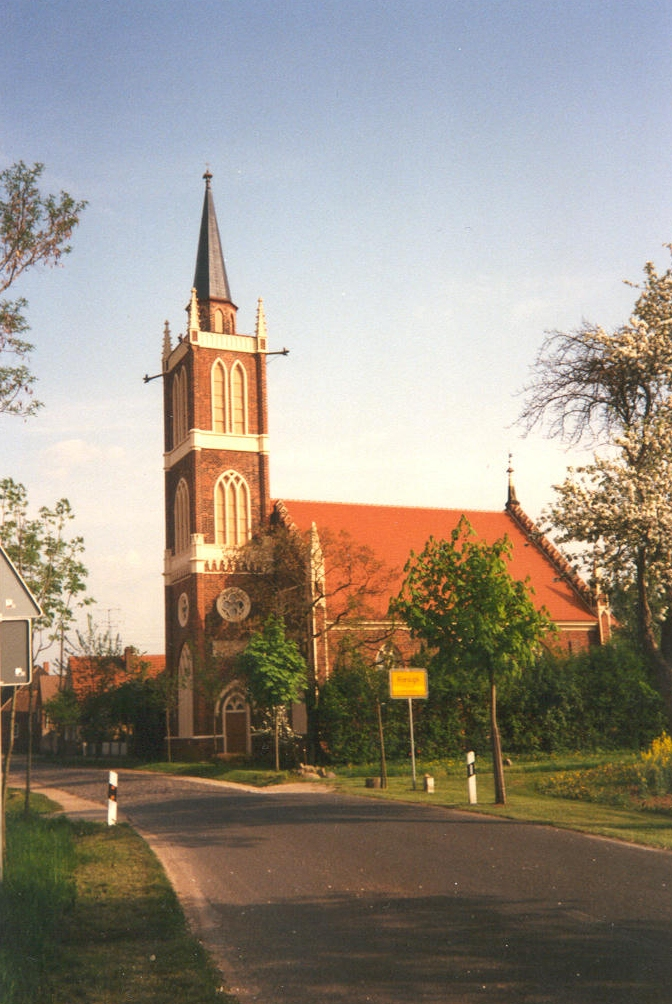
Kirche Riesigk

### Konfessionslosigkeit
Der größte Teil der Einwohner ist konfessionell ungebunden.

### Evangelisch
Die Mehrheit der Kirchenmitglieder gehört der evangelisch-lutherischen Gemeinde an. Zur Kirchengemeinde gehören Riesigk und die Nachbargemeinde Gohrau, die selbst keine Kirche hat. 1962 wurde für den Kirchturm wieder eine zweite Glocke gegossen. In den Jahren 1998 bis 2000 wurde die Kirche mit Mitteln des Denkmalschutzes umfassend restauriert. Dach, Turm, Fassade und Fenster wurden weitestgehend originalgetreu instand gesetzt. 1532 predigte Martin Luther in Wörlitz und passierte wahrscheinlich auch Riesigk auf dem Weg vom nahegelegenen Wittenberg dorthin. In der Kirche, an der Seite hinter dem Altar, wurden zwei Gedenktafeln für die Schwestern Casimire und Leopoldine des Fürsten Leopold III. Friedrich Franz von Anhalt-Dessau angebracht. Diese befanden sich ursprünglich in den Anlagen auf dem Drehberg zwischen Griesen und Vockerode. Die Kirche besitzt eine Röver-Orgel aus dem Jahre 1894 (als Ersatz für eine Zuberbier-Orgel aus dem Jahre 1801). Diese wurde bis 2017 renoviert. Sie ist fast im Originalzustand erhalten.
Die Kirchengemeinde ist Teil der Parochie Wörlitz mit den Kirchengemeinden Vockerode, Wörlitz/Griesen, Riesigk/Gohrau und Rehsen. Vor der Neugliederung im Jahre 1992 gehörte die Kirchengemeinde als Filial seit 1753 zur Parochie Horstdorf. Deshalb gibt es in Riesigk kein Pfarrhaus.

### Katholisch/Neuapostolisch
Katholische und neuapostolische Kirchenmitglieder gibt es nur wenige. Die nächste katholische Kirche befindet sich in Oranienbaum. Die neuapostolischen Kirchenmitglieder treffen sich in Rehsen.

## Politik

### Gemeinderat
Aktuell setzt sich der sechsköpfige Gemeinderat aus parteilosen Einzelkandidaten zusammen.

### Bürgermeister
Die letzte Bürgermeisterin der Gemeinde Riesigk war Silvia Grune, die das Amt von 1979 bis zur gesetzlichen Neugliederung der Gemeinden am 1. Januar 2011 bekleidete.

## Kultur und Sehenswürdigkeiten

### Sprache
In Riesigk wird Anhaltische Mundart gesprochen. Sprachgrenze nach Norden hin ist die Elbe (ick-ich Linie). Hier werden mark-brandenburgische Dialekte gesprochen.

### Tourismus
Der Elberadweg am Neuen Wall führt am nördlichen Rande der Gemeinde durch die Elbaue.

### Bauwerke
Besonders augenfällig und bewusst wurde das Dessau-Wörlitzer Gartenreich, in dessen östlichem Gebiet sich Riesigk befindet, vor über 200 Jahren gestaltet. Reste der ehemals mit Obstbäumen bestandenen Alleen sind noch zu erkennen und werden als Deutsche Alleenstraße wieder angelegt. Bauten des Hochwasserschutzes sind an den alten Hochwasserdämmen überall vorhanden, werden jedoch jetzt meistens für andere Zwecke genutzt.
- Die neogotische, im Jahre 1800 fertiggestellte Dorfkirche, sowie die baulich geschlossene Anlage von Wallwachhaus, ehemaliger Dorfbäckerei und Schule aus dem Jahre 1789 (jetzt An der Kirche 4, 5 und 6) und die Anlage des ehemaligen Gutshofes „Roter Hof“ (jetzt Rotehof 3, 4 und 7) als Vorwerk sind Zeugnisse dieser Entwicklung. Das Baumaterial (Ziegel und Dachziegel) für diese Bauten kam aus der zwischen Riesigk und Wörlitz unmittelbar an der Straße gelegenen Ziegelei. Ursprünglich wurden die Ziegel im alten Klosterformat gefertigt. Teile der Ziegelei (Brennofen und Schornstein) wurden 1938 abgerissen. Das Material wurde in den Gemeinden der Umgebung wieder verbaut.
- In der Nähe von Schönitz, zum See hin gelegen, sind noch Reste einer ehemaligen Burgwallanlage (Wasserburg) erkennbar.

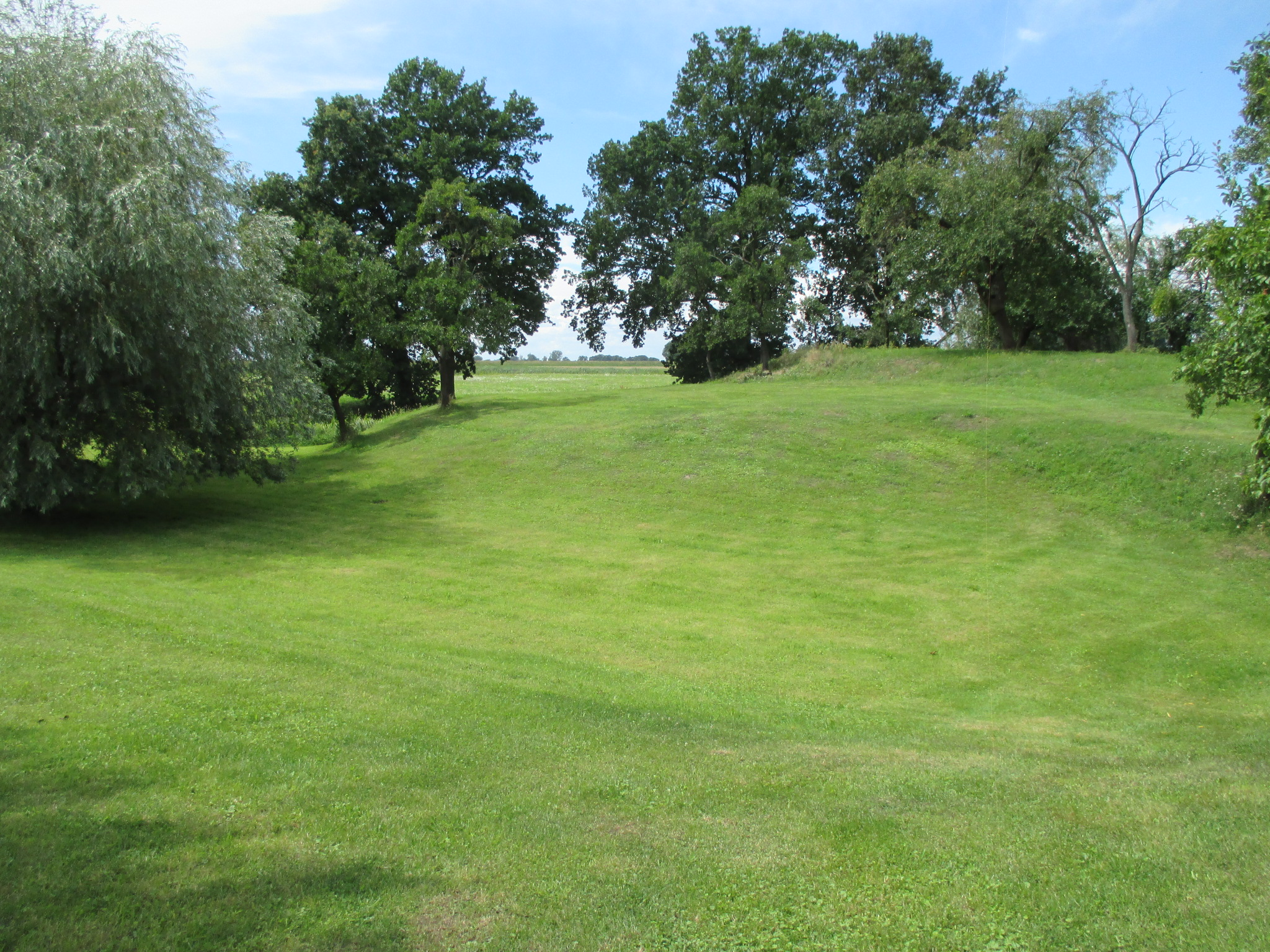
Burgwall

- Im Luch, etwa 100 m vom Feldweg Riesigk-Rehsen, befindet sich mitten auf dem Feld ein Wäldchen mit Überresten einer Gruft des Försters Johann Wöpke (1774–1829). In Sichtweite dieser Gruft, aber schon auf dem Gebiet der Gemeinde Rehsen befindet sich die Gruft seines Vaters, des Deichbaumeisters und Förster August Wilhelm Leopold Wöpke (1732–1809).
- Teile eines alten ehemaligen Fachwerkhauses sind in der Ortsmitte (Wallstraße 3) noch vorhanden.
Die Fachwerkhäuser An der Kirche 9 und 11 wurden restauriert.
- Rund 200 m südlich von der Straße Riesigk–Gohrau, auf dem jetzigen Grundstück Rotehof 35 und 36, befand sich eine Windmühle.
- Am Neuen Wall, der seit 1928 das ganze Gebiet vor Hochwassern schützt, befindet sich ein dem Hochwasserschutz dienendes Wallwachhaus auch Limesturm oder Taubenhaus genannt.Limesturm

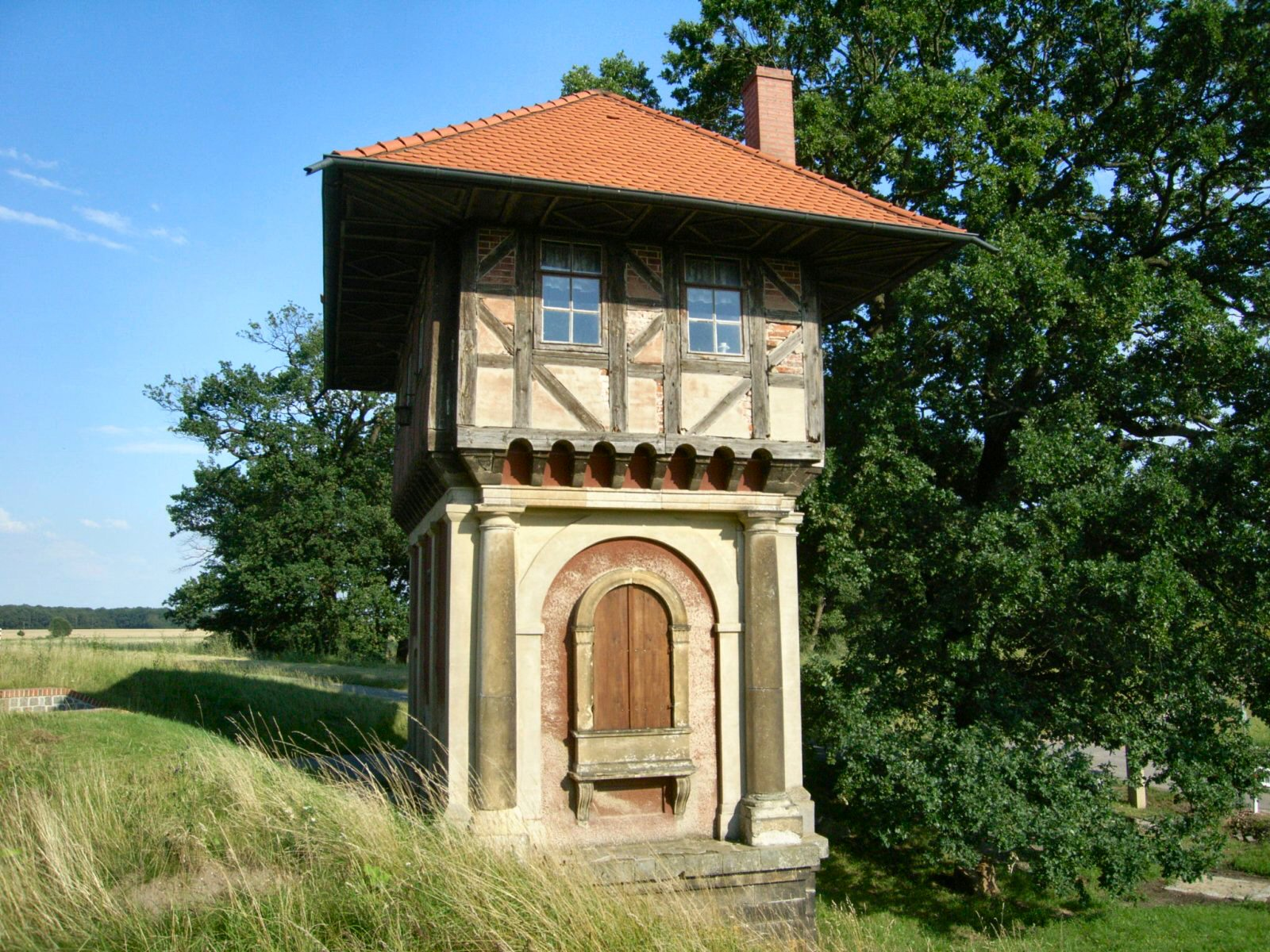
Limesturm

- Denkmal für die Gefallenen der Weltkriege an der Ostseite des ehemaligen Dorfteiches. Errichtet 1936 unter der nach dem Deutsch-Französischen Krieg 1870/71 gepflanzten Friedenseiche, erneuert und ergänzt 1995.Kriegerdenkmal in Riesigk

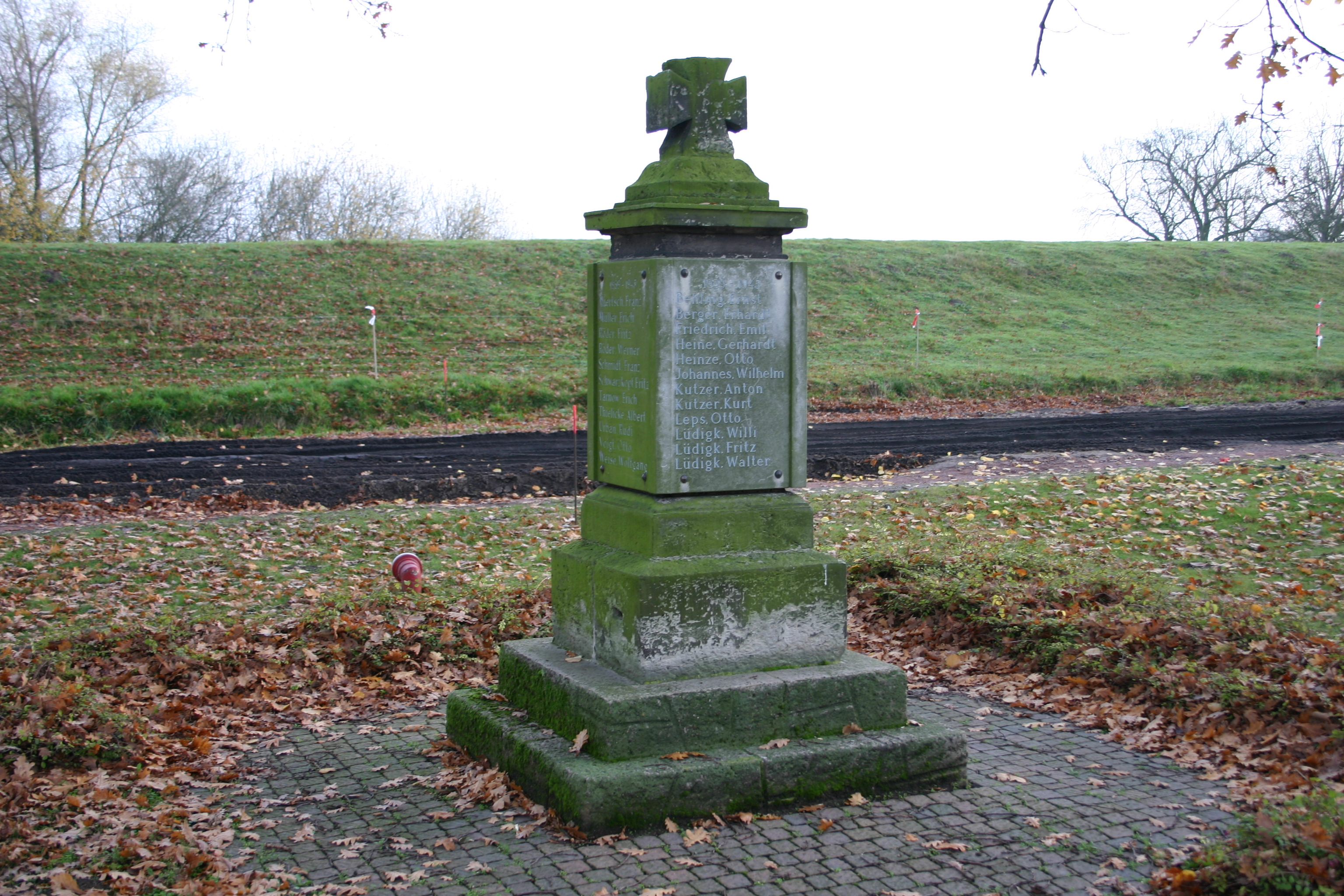
Kriegerdenkmal in Riesigk

- Eselswall in der Nähe des Taubenhauses als Rest eines ehemaligen Hochwasserwalles/deiches in Richtung Wörlitz.
- Grenzstein Nr. 228 aus der Zeit nach 1807 mit den Inschriften H.A.D. (Herzogtum Anhalt-Dessau) und KP (Königreich Preußen) vor dem Grundstück An der Kirche 7. Dieser Grenzstein befand sich ursprünglich an der Landesgrenze Anhalt/Preußen zwischen Gohrau und Schleesen. Er fiel der Flurbereinigung zum Opfer und ist auch leicht beschädigt. Der genaue Standort ist nicht bekannt.[7]
- Wegweiser am ehemaligen Dorfteich aus den Jahren nach 1850.[8]
- Wegweiser an der Kreuzung Riesigk-Rotehof-Gohrau.[9]

### Regelmäßige Veranstaltungen
- Gartenreichtag: zweiter Samstag im August
- Tag des offenen Denkmals: zweiter Sonntag im September
  - Offene Kirche an beiden Tagen

## Wirtschaft und Infrastruktur

### Bildung
- keine Kinderkrippe oder Kindergarten mehr seit 1992
- keine Schule mehr seit 1964. Die Schüler werden mit dem Bus zur jeweiligen Schule befördert:
  - Grundschule in Wörlitz
  - Sekundarschule in Kemberg oder Dessau
  - Gesamtschule im Gartenreich Oranienbaum in freier Trägerschaft[10]
  - Gymnasium in Dessau oder Gräfenhainichen[11]
- Die ehemalige Schule im Nachbarort Gohrau wurde zu einer internationalen Jugend-Begegnungsstätte ausgebaut. Jugendliche aus Deutschland und unterschiedlichen Ländern verbringen hier ihre Ferien. Gleichzeitig nehmen sie hier an Projekten in der näheren Umgebung teil. Sie führen vor allem Arbeiten zur Landschaftspflege und zum Naturschutz aus.

### Verkehr

#### ÖPNV
Der öffentliche Personennahverkehr (ÖPNV) und der Schülerverkehr werden mit Bussen abgewickelt:
- Vetter Busunternehmen GmbH Zörbig (BT Wittenberg) mit der Linie 304 (Wittenberg – Wörlitz – Dessau) und der Linie 307 (Gräfenhainichen – Oranienbaum – Wörlitz).[12] Außerhalb der regulären Fahrzeiten sind Rufbusse verfügbar.

#### Bundesstraßen
Riesigk liegt an der Landesstraße L131 von Dessau-Roßlau über Oranienbaum nach Wittenberg und an der Kreisstraße K2042 nach Wörlitz. Zur Bundesstraße 107 in Oranienbaum, die Gräfenhainichen und Coswig verbindet, sind es ca. 7 km.

#### Bundesautobahn
Der Autobahnanschluss (A 9) Vockerode ist ca. 11 km entfernt.

#### Eisenbahn
Der nächste Bahnhof befindet sich in der Gemeinde Kemberg-Bergwitz an der Bahnstrecke Berlin–Halle zwischen Wittenberg und Bitterfeld. Der Bahnhof Wörlitz der Dessau-Wörlitzer Eisenbahn wird nur in der Sommersaison bedient. Der Haltepunkt Riesigk (Kilometer 21,8) und der Bahnhof Gohrau/Rehsen in Gohrau entstanden 1934 durch die Erweiterung der Dessau-Wörlitzer Eisenbahnlinie von Wörlitz bis nach Gohrau. Am Haltepunkt entstand für die Versorgung der Landwirtschaft ein Stützpunkt der Bäuerlichen Handelsgenossenschaft (BHG). Der Personenverkehr wurde 1968 eingestellt. Das Teilstück wurde in den 1970er-Jahren demontiert, die Gebäude der BHG wurden abgerissen. Die Strecke nach Wörlitz ging 1982 wieder in Betrieb.

#### Luft
Bis 1990 befand sich unmittelbar nördlich des ehemaligen Haltepunktes der Bahn ein Agrarflugplatz. Hier war es noch möglich, im Frühjahr 1990 an Rundflügen über die Elbaue teilzunehmen.

#### Fahrrad
Riesigk und die Umgebung sind ohne erkennbare Höhenunterschiede ideal zum Erkunden mit Fahrrädern geeignet. An den Straßen gibt es keine ausgebauten Radwege.

### Öffentliche Einrichtungen
Die Versorgung mit Elektroenergie erfolgte ab 1923 über eine Mittelspannungsleitung, die später direkt an das Kraftwerk Vockerode angebunden wurde. Erst 1940 wurde der Ortsteil Schönitz angeschlossen. Inzwischen speisen auch einige private Photovoltaikanlagen in das Ortsnetz ein.
Die Wasserversorgung und Abwasserbehandlung werden vom Wasserzweckverband Oranienbaum wahrgenommen.
Zwei Ferngasleitungen durchqueren das Gemeindegebiet im Osten. Die Gemeinde selbst ist aber nicht an die Gasversorgung angeschlossen.

### Medien
Ein Kabelnetz für den Fernsehempfang existiert nicht. Die Haushalte empfangen im Regelfall die Fernsehprogramme über Satellit und die Radioprogramme über Antenne. Die Sendeanlagen befinden sich in der Nähe von Wittenberg auf dem Gallunberg. Als Tageszeitung wird von der Mehrzahl der Haushalte die Mitteldeutsche Zeitung (Regionalausgabe Gräfenhainichen oder Dessau) bezogen. Die kostenlosen Anzeigenblätter Wochenspiegel und Super Sonntag erscheinen wöchentlich. Die jetzige Telefoninfrastruktur wurde 1995 geschaffen. Alle Haushalte wurden über Erdkabel angeschlossen. Erst Mitte der 1970er-Jahre waren die bis dahin existierenden Freileitungen mit 15 Telefonleitungspaaren (für Riesigk, Gohrau und Rehsen) durch Erdkabel von Wörlitz nach Riesigk und anschließende frei hängende Kabel ersetzt worden. Im Jahre 2020 wurde das Basisnetz bis zu den Knotenpunkten durch ein neues FTTC Glasfasernetz ergänzt.

## Statistik

### Bevölkerungsentwicklung
Die Zahlen geben die Gesamtzahl der Einwohner der drei Ortsteile an:
| 1548 | - Riesigk: 1 Schulze, 7 Hüfner, 8 Kossaten - Schönitz: 8 Hüfner, 2 Kossaten - Rotehof: existiert noch nicht |
| 1787 | 202 (ohne Rotehof)                                                                                          |
| 1818 | 356 |
| 1871 | 325 (Rotehof 1867)                                                                                          |
| 1905 | 347 (Rotehof 1867)                                                                                          |
| 1970 | 324 |
| 1980 | 308 |
| 1990 | 293 |
| 2000 | 228 |
| 2010 | 203 |
| 2020 | 170 Prognose des Statistischen Landesamtes mit weiter sinkender Tendenz                                     |
| 2025 | 153 |

ab 1990 Statistisches Landesamt, Stand zum 31. Dezember